# اوزنیتشکی
اوزنیتشکی (به چکی: Uzeničky) یک منطقهٔ مسکونی در جمهوری چک است که در شهرستان استراکونیتسه واقع شده‌است.
 اوزنیتشکی  ۱۴۲ نفر جمعیت دارد.